# Egy-Tech Engineering

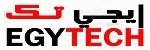
Schriftmarke

Egy-Tech Engineering (arabisch: ايجى تك) ist ein ägyptischer Automobilhersteller mit Sitz in Kairo, der sich auf die Entwicklung und Produktion dreirädriger Kleinstwagen spezialisiert hat.
Eine Quelle bestätigt die Produktion von Autorikschas und Dreirädern sowie deren Vermarktung als Egy-Tech seit 1997. Eine andere Quelle aus dem Jahr 2017 kündigt den baldigen Produktionsstart an.

## Beschreibung
Nach der Unternehmensgründung 1997 nahm sich das Team die beliebte thailändische Autorikscha Tuk-Tuk des Herstellers Tuk Tuk Forwarder als Vorbild. Doch das veraltete Design aus den 1960er-Jahren entsprach nicht den Vorstellungen des Teams. Entsprechend der Zielsetzung, ein Vehikel in einem zeitgemäßen Design auf den Markt zu bringen, nahm sich das Team einige Jahre später den südkoreanischen Daewoo Matiz als Vorlage. 2008 übernahm Egy-Tech Engineering dann die technische Konstruktion für ein neues Design als Vorlage. Die Arabische Behörde für Industrialisierung bekam den Auftrag zur Herstellung der Fahrzeugmotoren.
Im Januar 2010 wurden die beiden dreirädrigen Pkw-Modelle Egy-Tech Maestro und Egy-Tech Micro erstmals auf einer ägyptischen Automobilschau vorgestellt. Erhältlich sind die beiden Modelle für Einheitspreise von 17.450 und 17.490 LE. Die Motorisierungen beginnen bei 150 cm³ mit einer Leistung von 11,7 hp. Die zweite Version stellt einen Motor mit einem Hubraum von 175 cm³ und hat eine Leistung von 13,1 hp. Die Version mit 200 cm³ dagegen bietet eine Leistung von 13,7 hp. Der stärkste Motor stellt mit einem Hubraum von 250 cm³ eine Leistung von 15,3 hp zur Verfügung. Die Höchstgeschwindigkeit wird vom Hersteller bei allen Versionen mit 60 km/h angegeben.
Zur Standardausstattung gehören Sicherheitsgurte, ein Kassettenradio, ein hydraulischer Bremsassistent sowie Anzeigeinstrumente für Geschwindigkeit, Temperatur und Füllstand des Tanks.